# Gilbertini
L'Ordine Gilbertino venne fondato attorno al 1130 da san Gilberto a Sempringham (nel Lincolnshire),  villaggio di cui reggeva la parrocchia. Fu l'unico ordine religioso originatosi in Inghilterra e fu soppresso da Enrico VIII nel 1538: era composto da una congregazione monastica femminile di ispirazione cisterciense, da una congregazione di canonici regolari di sant'Agostino e da sorelle e fratelli laici.

## Fondazione
San Gilberto, affascinato dall'ideale monastico promosso in quegli anni da Bernardo di Chiaravalle, era intenzionato a fondare una comunità maschile. Tuttavia nel 1131 finì con l'ammettere sette donne che lui stesso aveva educato nella scuola del villaggio di Sempringham. Sorse così il primo nucleo del suo Ordine, basato sulla Regola Cistercense.
Successivamente ammise anche alcune Sorelle Laiche che svolgessero le faccende quotidiane e dei Fratelli Laici, per il lavoro nei campi, così che le monache potessero dedicarsi completamente alla vita contemplativa. Nel 1139 l'ordine ricevette in dono dal vescovo di Lincoln, Alessandro, il terreno di Haverholme, dove sorse la prima fondazione gilbertina. Qualche anno dopo, dopo aver fondato molti altri monasteri, non essendo più in grado di garantire alle religiose un'adeguata assistenza spirituale, Gilberto decise di chiedere aiuto ai Cistercensi.

## Ulteriori sviluppi
Nel 1147 raggiunse l'abbazia di Citeaux per chiedere a Bernardo di Chiaravalle e al Capitolo Generale di far confluire i suoi monasteri nell'Ordine Cistercense:  non avendo intenzione di fondare un ramo femminile dell'ordine, i Cistercensi rifiutarono la proposta. Papa Eugenio III, che prima dell'elezione a pontefice era stato monaco a Citeaux, gli concesse comunque ampia autonomia riguardo alla riorganizzazione dei suoi monasteri. Tornato a Sempringham, Gilberto decise di fondare un ordine di canonici regolari tra i quali scegliere i priori, i cappellani e i direttori spirituali delle religiose. I canonici, circa sette per ogni monastero, erano sottoposti alla  regola di sant'Agostino. Ogni comunità risultava così formata da quattro categorie di religiosi: Monache, Sorelle Laiche, Canonici Regolari e Fratelli Laici.
Gli statuti del nuovo ordine furono approvati da papa Eugenio III nel 1148 e confermati dai suoi successori Adriano IV e da Alessandro III.

## Vita quotidiana
L'abito dei canonici Gilbertini consisteva in una tunica nera coperta da un mantello con cappa e cappuccio di lana bianca. Le monache Gilbertine, a imitazione dei monaci Cistercensi, indossavano un abito bianco e un velo nero.
Le abbazie ospitavano al centro la chiesa, all'interno della quale un muro separava le religiose dai canonici, a nord il monastero femminile e a sud gli alloggi dei canonici. Nonostante questa segregazione sessuale, non mancarono episodi che suscitarono scandalo.
Tutti i monasteri gilbertini erano sottoposti a un priore generale con sede a Sempringham, che portava il titolo di Maestro di Sempringham. Veniva eletto dal Capitolo Generale, composto dai priori, dalle priore e dai Cellari (gli economi) di tutte le case dell'ordine. Il Capitolo Generale si riuniva una volta l'anno e aveva anche il potere di deporre il priore generale.

## La diffusione
Quello dei Gilbertini divenne un ordine molto popolare: nuovi monasteri sorsero in altre località dell'Inghilterra e dell'Irlanda: già nel 1189, alla morte di Gilberto, l'Ordine contava 13 monasteri (9 doppi e 4 esclusivamente maschili) con circa 1200 religiose e 700 religiosi. I loro monasteri accoglievano i cadetti della migliore aristocrazia britannica e tra loro venivano reclutati i vescovi delle sedi più prestigiose. Nel 1282, dopo la conquista del Galles da parte degli inglesi, vennero costretti a diventare religiosi gilbertini anche gli esponenti, maschi e femmine, delle varie famiglie reali dei territori sottomessi. Al momento della loro massima espansione, i Gilbertini contavano 26 monasteri.

## Declino e dissoluzione
I problemi per l'ordine cominciarono verso la fine del XV secolo, con l'avvento al trono di Enrico VI di Lancaster, che revocò i privilegi fiscali ai monasteri gilbertini.  Iniziò così un inesorabile declino economico che si concluse solo con lo scioglimento di tutti gli ordini monastici da parte di Enrico VIII, nel 1538.